# Fásmido
Un fásmido es un tipo de vector empleado en biotecnología. Básicamente es un fagémido introducido por sustitución en un vector de tipo fago lambda. Esto permite usarlo igual que un fago lambda, pero con la posibilidad de escindir el fagémido y poder manejar el inserto como plásmido.
Muy utilizados en la construcción de genotecas, en la que es indispensable una alta eficiencia de introducción de las moléculas de ADN recombinante en las células para obtener clones de tantos fragmentos del genoma original como sea posible, asegurando así una buena representatividad. La eficiencia de introducción del DNA mediante fago lambda (por infección) es muy superior a cualquier otra técnica no viral. Sin embargo resulta más interesante disponer de una genoteca en forma de clones bacterianos en lugar de clones virales, por lo que frecuentemente se purifica el ADN recombinante de un clon viral, se libera el inserto y se clona en un plásmido. Con el empleo de fásmidos esto no es necesario, ya que basta con escindir el fagémido (empleo de un fago auxiliar) y creciendo en medio selectivo tan sólo obtendremos bacterias con el fagémido.
- Datos: Q1439377